# Jacques Monod
Pour l'acteur, voir Jacques Monod.
Pour les articles homonymes, voir Monod.
Jacques Monod, né le 9 février 1910 à Paris et mort le 31 mai 1976 à Cannes, est un biologiste et biochimiste français de l'Institut Pasteur de Paris, lauréat en 1965 du prix Nobel de physiologie ou médecine. Il est l'auteur en 1970 d'un essai intitulé Le Hasard et la Nécessité.

## Biographie
Né à Paris le 9 février 1910, Jacques Lucien Monod est le fils du peintre Lucien Hector Monod et de Charlotte Todd MacGregor, Américaine née à Milwaukee. Jacques Monod est un descendant du pasteur Jean Monod, et le frère de Philippe Monod. Il a deux fils jumeaux : Olivier, chercheur au CNRS à l'Institut des Sciences de la Terre d'Orléans (ISTO), et Philippe, physicien retraité de l'ESPCI de Paris, nés de son mariage avec Odette Bruhl, une petite-fille du grand rabbin de France Zadoc Kahn. Il est aussi le beau-frère du zoologiste Georges Teissier et de sa femme Lise Bruhl, et le cousin de Geneviève Zadoc-Kahn, régisseuse des concerts Musigrains.
C'est lors d'un stage en 1929 à la station biologique de Roscoff, dirigée par Georges Teissier, qu'il rencontre sa future épouse, belle-sœur du directeur.
Jacques Monod fut résistant pendant la Seconde Guerre mondiale, tout comme son demi-frère Philippe Monod. C'est d'ailleurs grâce à l'action de ce dernier que Jacques peut s'évader de France, via Belfort, en 1944.
Il fait l'essentiel de sa carrière au sein de l'Institut Pasteur de Paris et devient professeur à la faculté des Sciences de Paris, puis au Collège de France, et enfin directeur de l'Institut Pasteur de 1971 à 1976. En 1965, il reçoit le prix Nobel de physiologie ou médecine avec François Jacob et André Lwoff pour ses travaux en génétique. En 1966, il porte, avec notamment François Jacob, le projet de création d'un centre de recherche spécialisé en biologie moléculaire. Cet institut adoptera le nom d'Institut Jacques-Monod en 1982. Son livre Le Hasard et la Nécessité (1970) a eu un très fort retentissement, amenant les débats sur la biologie sur la place publique. Monod y expose ses vues sur la nature et le destin de l'humanité dans l'univers, concluant ainsi son essai : « L’ancienne alliance est rompue ; l’homme sait enfin qu’il est seul dans l’immensité indifférente de l’Univers, d’où il a émergé par hasard. Non plus que son destin, son devoir n’est écrit nulle part. À lui de choisir entre le Royaume et les ténèbres. »
Il fut président du Centre Royaumont pour une Science de l'Homme.
Il était proche du philosophe Karl Popper, qui lui dédia l'édition française de 1978 de La Société ouverte et ses ennemis.
Il adhère au Parti communiste français au sortir de la guerre, mais s'en éloigne en 1948, au moment de l'affaire Lyssenko.
Il meurt à l'âge de 66 ans le 31 mai 1976 à Cannes d'une leucémie. Il est enterré, au cimetière du Grand Jas.

## Apports scientifiques
Les apports de Jacques Monod à la biologie moléculaire sont considérables. Intéressé par la génétique des micro-organismes, il postule puis met en évidence l'existence d'une molécule servant de lien entre le génome (ADN) et les protéines : l'ARN messager. Avec François Jacob, corécipiendaire du prix Nobel la même année, il démontre la notion d'opéron dans les bactéries, un opéron étant une unité génétique composée de plusieurs gènes dont l'expression est régulée par le même promoteur. Cette notion de promoteur est aussi due à ces deux savants.
Il publie en 1949 dans le journal Annual Review of Microbiology, un modèle de prédiction des croissances bactériennes, appelé équation de Monod et toujours utilisé dans le dimensionnement des stations d'épuration.
Il élabore en 1965 avec Jean-Pierre Changeux et Jeffries Wyman le concept d'allostérie, un mode de régulation majeur des enzymes. L'article publié dans le Journal of Molecular Biology est l'un des plus cités au monde.
Jacques Monod, François Jacob et André Lwoff ont obtenu le prix Nobel pour avoir établi que l’ADN est le point de départ des réactions biochimiques qui, par l’intermédiaire de l’ARN, produisent les protéines nécessaires à la vie des cellules. Pour Monod, l’ADN a le rôle primordial d'un centre de commande dans le métabolisme cellulaire. Avec François Jacob, il est l'un de ceux qui ont popularisé l'idée qu'un programme génétique dirige la vie et le développement des êtres vivants.
Fort de son succès, il publie en 1970 un livre, Le Hasard et la Nécessité, dans lequel il écrit : « Il faut ajouter enfin, et ce point est d’une très grande importance, que le mécanisme de la traduction est strictement irréversible. Il n’est ni observé, ni d’ailleurs concevable, que de « l’information » soit jamais transférée dans le sens inverse, c’est-à-dire de protéine à ADN. Cette notion repose sur un ensemble d’observations si complètes et si sûres, aujourd’hui, et ses conséquences en théorie de l’évolution notamment, sont si importantes, qu’on doit la considérer comme l’un des principes fondamentaux de la biologie moderne ».
L'année même de la parution de l'ouvrage, plusieurs chercheurs prouvent l’existence générale d'une enzyme, la transcriptase inverse, les Américains Harold Temin et David Baltimore, dans les retrovirus, le Français Mirko Beljanski, au sein même du CNRS, dans des bactéries, et le Japonais Satoshi Mizutani, ce qui ne contredit pas l'affirmation de Monod puisqu'il ne s'agit pas de traduction inverse, mais de transcription inverse. Les chercheurs annoncent l’existence générale de cette enzyme au VIe Symposium de biologie moléculaire tenu à Baltimore (États-Unis) en juin 1972. Et trois ans après, Temin et Baltimore obtiennent le prix Nobel pour leur découverte.

## Contribution épistémologique
Monod, dans sa préface à la traduction d'un livre du grand spécialiste de la théorie synthétique de l'évolution d'Ernst Mayr, a précisé dans une longue analyse nuancée son point de vue épistémologique sur l'évolution biologique et le darwinisme. Il les considère tous deux comme intellectuellement séduisantes, mais comme demeurant des hypothèses « se prêtant difficilement à la falsification pour employer le langage de Karl Popper », tout en pensant que « le néodarwinisme est dans l'état actuel la seule hypothèse scientifique existante, tendant à rendre compte de l'émergence de la diversité des êtres vivants. En revanche, il démontre que la théorie du gène déterminant héréditaire invariant au travers des générations, et même des hybridations, est tout à fait inconciliable avec les principes dialectiques (Le Hasard et la Nécessité, p. 53). »

## Engagement militant
Durant mai 68, il participe à des barricades et fait office de médiateur entre les étudiants protestataires et les forces de l'ordre,. 
En 1972, Jacques Monod témoigne, en tant qu'expert, au procès de Bobigny (procès d'un avortement, alors interdit par la législation française) en faveur des accusées. En parallèle, il donne de l'argent aux accusées pour les aider à couvrir les frais de justice engagés. 

## Publications
- Jacques Monod, Le Hasard et la Nécessité : essai sur la philosophie naturelle de la biologie moderne, Paris, Éditions du Seuil, coll. « Points. Essais », 1970, 256 p. (ISBN 978-2-08-121810-9).
- Jacques Monod, Maurice Caveing, Francis Halbwachs et Jacques Roger, Épistémologie et marxisme, Paris, Union générale d'éditions, 1972
- Selected papers in molecular biology, édité par André Lwoff et Agnes Ullmann, New York, Academic Press, 1978.
- Recherches sur la croissance des cultures bactériennes, Paris, Hermann, 1941.
- Hommage à Louis Pasteur : à l'occasion du 150e anniversaire de sa naissance, 7 mai 1973, présidé par Pierre Courcelle, Paris, Institut de France, 1973.
- Problems of scientific revolution: progress and obstacles to progress in the sciences: The Herbert Spencer lectures 1973, avec Hermann Bondi et Walter Bodmer, édité par Rom Harré, Oxford, Clarendon press, 1975.
- Leçon inaugurale, 3 novembre 1967, chaire de biologie moléculaire, Paris, Collège de France, 1968.
- Pour une éthique de la connaissance, textes choisis et présentés par Bernardino Fantini, Paris, éditions La Découverte, 1988.
- Jacques Monod, par André Leroi-Gourhan, Henri Laborit et François Debauche, publié par Robert Georgin et Rosine Georgin, Lausanne, L'Âge d'homme, 1978.
- Biosynthèse des acides nucléiques et des protéines, notes prises au cours de Jacques Monod, Paris, Association des étudiants en sciences, 1967.
- Cinquantième anniversaire de la vie scientifique du professeur André Lwoff, prix Nobel, Paris, Institut Pasteur, 1er octobre 1971.
- From biology to ethics, San Diego (Californie), Salk Institute for biological studies, 1969.
- De l'adaptation enzymatique aux transitions allostériques, Conférence Nobel, Stockholm, Fondation Nobel, 1966.
- Cybernétique enzymatique : Essais sur l’adaptation enzymatique, posthume, inédit, édité sous la direction de Francesca Merlin & Laurent Loison, Éditions Matériologiques, Coll. Histoire des sciences et des techniques, 2021.

## Distinctions
- Croix de guerre en 1945.
- Médaille de la Résistance en 1945.
- Bronze star medal de l'armée américaine.
- Chevalier de l'ordre des palmes académiques en 1961.
- Officier de la Légion d'honneur en 1963.
- Prix Nobel de physiologie ou médecine en 1965.
- Membre étranger de l'Académie nationale des sciences en 1968.

## Hommages
Les établissements suivants portent le nom de Jacques Monod :
- L'Institut Jacques-Monod de l'université de Paris et du CNRS et un établissement du groupe hospitalier du Havre au Havre, un hôpital à Flers (Orne).
- Des lycées généraux-technologiques à Saint-Jean-de-Braye (Loiret), à Lescar (Béarn), à Clamart (Hauts-de-Seine) et à Paris.
- Des collèges d'enseignement général à Caen (Calvados), Le Havre (Seine-Maritime), Compiègne (Oise), Beaumont-sur-Oise (Val-d'Oise), Laval (Mayenne), Ludres (Meurthe-et-Moselle), aux Pennes Mirabeau (Bouches-du-Rhône), Pérenchies (Nord), Hayange-le Konacker(Moselle),Villeparisis (Seine-et-Marne) ainsi qu'à Clamart.
- Le site Science de l'École normale supérieure de Lyon
- Le « boulevard Professeur-Jacques-Monod est le nom d'une partie du boulevard périphérique de Nantes
- Il existe une allée-Jacques-Monod à Saint-Priest
- Il existe une rue Jacques-Monod à Lyon dans le 7e arrondissement, dans le quartier de Gerland. Ce quartier est notamment connu pour ses laboratoires et sociétés pharmaceutiques. Le site de l'ENS Lyon sciences (École normale supérieure située au début de la rue) s'appelle Jacques Monod.
- La principale station de traitement biologique des eaux usées de l'agglomération calaisienne porte son nom.
- Un bâtiment porte son nom sur le campus de l'Institut Pasteur de Paris[14].
- Le Relais Jacques Monod est un Foyer de Jeunes Travailleurs à Villeurbanne[15].
- Une rue Jacques Monod à Saint-Grégoire (au nord de Rennes), ainsi qu'à Évreux (quartier Nétreville) et à Mont-Saint-Aignan (Normandie).

### Philatélie
En, 1987, un timbre français surtaxé (2,20 + 0,50 francs) lui est consacré dans la série Personnages célèbres, aux côtés de Charles Richet, Eugène Jamot, Jean Rostand, Bernard Halpern et Alexandre Yersin.

#### Bases de données et dictionnaires
- Ressources relatives à la recherche :   - The Academic Family Tree
  - Académie nationale des sciences
  - Bibliothèque interuniversitaire de santé
  - Encyclopædia Herder
  - Institut Pasteur
  - Leopoldina
  - Scopus
- Ressource relative à la santé :   - Bibliothèque interuniversitaire de santé
- Ressource relative à plusieurs domaines :   - Radio France
- Ressource relative à la vie publique :   - Maitron
- Notices dans des dictionnaires ou encyclopédies généralistes :   - Britannica
  - Brockhaus
  - Den Store Danske Encyklopædi
  - Deutsche Biographie
  - Enciclopedia italiana
  - Enciclopedia De Agostini
  - Gran Enciclopèdia Catalana
  - Hrvatska Enciklopedija
  - Internetowa encyklopedia PWN
  - Nationalencyklopedin
  - Munzinger
  - Store norske leksikon
  - Treccani
  - Universalis
  - Visuotinė lietuvių enciklopedija
- Notices d'autorité :   - VIAF
  - ISNI
  - BnF (données)
  - IdRef
  - LCCN
  - GND
  - Italie
  - Japon
  - CiNii
  - Espagne
  - Pays-Bas
  - Pologne
  - Israël
  - NUKAT
  - Catalogne
  - Vatican
  - Australie
  - Norvège
  - WorldCat